# Пришлякевич Богдан Петрович
Богдан Петрович Пришлякевич (псевдо: «Придан») (14 грудня 1921, м. Львів — 20 вересня 2012, там само) — військовий діяч, четар Карпатської Січі, четар Дружин українських націоналістів, пропагандист референтури дипломатичного зв'язку і пропаганди ОУН, політв'язень ГУЛАГу.

## Життєпис
Богдан Пришлякевич народився 14 грудня 1921 у Львові у сім'ї українських інтелігентів. Батько Петро був інженером, а мати Анна акторкою українського театру.
В 1931 році вступив до 2-го класу «Рідної школи» ім. Бориса Грінченка. Згодом навчався в Львівській академічній гімназії. У 1935 році вступив до Пласту, належав до куреня «Лісових чортів».
З 1936 входив до юнацтва ОУН.
Восени 1938 року нелегально переходить чехословацько-польський кордон і згодом бере у званні четаря Карпатської Січі участь у боях за незалежність Карпатської України. Був одним із керівників північно-західного напрямку оборони. Внаслідок вибуху авіаційної бомби важко поранений. Отримавши допомогу від місцевих селян, Пришлякевич одужав і таємно перебрався через Словаччину до Кракова, а згодом до Німеччини. Там він пройшов військовий старшинський вишкіл у полку спеціального призначення «Бранденбург-800» в підрозділах Дружин Українських Націоналістів.
З початком війни 29 червня 1941 входить до Львова разом з легіоном Дружин Українських Націоналістів. 30 червня 1941 року був призначений заступником командира міської Ратуші. Після розформування українських частин переходить у підпілля. ОУН направив його на навчання у місто Подєбради (Чехословаччина). Виконував обов'язки пропагандиста референтури дипломатичного зв'язку і пропаганди ОУН.
У серпні 1947 року в Карпатах при переході із Закерзоння в Україну був заарештований і перевезений до Москви, де його засудили до смертної кари. Згодом покарання було замінено на 25 років ув'язнення в таборах ГУЛАГу.
У 1958 році потрапив під амністію і повертається до Львова, працює інженером-конструктором у Львівській політехніці.
До останніх своїх днів проживав у Львові, був сеньйором Пласту. Помер 20 вересня 2012.